# Сікорські Челендж Україна
Сікорські Челендж Україна (англ. Sikorsky Challenge Ukraine, скор. SCU, повна назва Всеукраїнська Інноваційна екосистема «Sikorsky Challenge Україна») є відкритою інноваційної екосистемою, що об'єднує інституції країни, заінтересовані у розвитку української інноваційної економіки: університети, наукові установи, органи державної влади та місцевого самоврядування, бізнес-компанії, фонди і громадські організації.

## Статус Sikorsky Challenge Ukraine (SCU)
Організатором взаємодії цих інституцій-учасників виступає Інноваційна екосистема Sikorsky Challenge КПІ ім. Ігоря Сікорського (Sikorsky Challenge КПІ), що формально закріплюється підписанням Меморандумів/Договорів між інституціями-учасниками SCU та юридичними особами Sikorsky Challenge КПІ: НТУУ «КПІ ім. Ігоря Сікорського» та/або ТОВ «Інноваційний холдинг Sikorsky Challenge» та/або Корпорація «Науковий парк «Київська політехніка».

## Візія та Місія
Візія – перетворення післявоєнної України в один із глобальних інтернаціональних центрів інновацій у сфері  економіки, обороноздатності і безпеки країни
Місія – бути драйвером виходу інновацій в економіці і обороноздатності післявоєнної України на лідерські позиції у виробленні нових ідей, створенні стартап-компаній і імпортуванні іноземних інновацій в Україну
Новою післявоєнною місією Всеукраїнської інноваційної екосистеми «Sikorsky Challenge Ukraine» (SCU). SCU є об’єднанням більше ніж 20 університетів майже з усіх регіонів України (зараз 6 з них є переміщеними) на чолі з КПІ ім. Ігоря Сікорського, 15 регіональних/міських інноваційних кластерів (5 з них - в гарячих точках та окупованих територіях), десятків підприємств, бізнес-асоціацій і фондів. Крім того SCU має в шести країнах свої представництва, головне з яких – в Ізраїлі.

## Концептуальні засади SCU
- Центрами інновацій в різних галузях економіки є університети з їхніми науковими школами і експертними середовищами, зі сталим потоком студентів, аспірантів, науковців, інженерів-винахідників;
- Першочергове і завжди актуальне завдання SCU – навчати, навчати і ще раз навчати студентів, аспірантів, науковців, винахідників, підприємців і навіть школярів інноваційного підприємництва та практики запуску стартап-компаній з урахуванням світових тенденцій та українських реалій щодо ментальності наукової та інженерної спільноти, законодавчого поля і рівня інвестиційної довіри до України;
- Підтримка і просування інноваційних технологій має відбуватись, в першу чергу, на локальному рівні міст/регіонів, де зароджуються ці інновації, а потім (або паралельно) виходити на національний та міжнародний рівні;
- SCU допомагає знімати бар'єри, що стоять перед креативною частиною суспільства щодо створення великої кількості високотехнологічних стартап-компаній у всіх регіонах України.

## Напрями інноваційного розвитку
Війна в країні поставила центром інноваційного розвитку напрям «Оборони і безпеки» від якого вже йдуть розгалуження в інші сфери такі як:
- Оборонно-промисловий комплекс;
- Промисловий хайтек, авіація і космос;
- Інформаційні технології, кібербезпека;
- Біомедична інженерія і здоров'я людини;
- Екологічна і енергетична безпека;
- Цивільна і військова інфраструктура;
- Транспорт і логістика;
- Аграрна інженерія і продовольча безпека.

## Основні завдання SCU
- Створювати, розвивати і підтримувати Стартап школи на базі розвинених (з точки зору науки та інноватики) університетів України, де відбувається:
  - відбір, навчання та акселерація команд стартап-проєктів за методиками Sikorsky Challenge;
  - створення прототипів інноваційних продуктів;
  - захист прав інтелектуальної власності;
  - формування пропозицій та рішень щодо вирішення технологічних проблем, визначеними містами/регіонами і бізнес-компаніями у вигляді завдань на R&D для наукових груп, а також шляхом організації конкурсів/хакатонів.

- Створювати і розвивати Інноваційні кластери в тих містах/регіонах, де функціонують Стартап школи на базі університетів.
- Проводити і брати участь у локальних, загальнонаціональних та міжнародних конкурсах стартап-проєктів і науково-технічних розробок, що мають перспективи комерціалізації, та залучати підтримку для відібраних проєктів з боку фондів різних рівнів (від Інноваційних кластерів міст/регіонів до міжнародних венчурних фондів).
- Сприяти створенню і підтримці якомога більшої кількості мікро- і малих технологічних підприємств у всіх містах України.
- Залучати інвестиції для виведення продукції/послуг цих підприємств на локальні, національні та глобальні ринки.
- Організовувати співпрацю з великими і середніми підприємствами, сприяючи їх розвитку в інноваційному напрямі.

## Учасники SCU
- Sikorsky Challenge КПІ (Стартап школа КПІ, Науковий парк «Київська політехніка», Інноваційний холдинг Sikorsky Challenge, Центр інтелектуальної власності, Інститут передових оборонних технологій[2]);
- Університети із створеними на їх базі Стартап школами, а саме на базі таких закладів вищої освіти України як: ПУЕТ, ВНТУ, ДБТУ, ДВНЗ ДОННТУ, ДВНЗ "ПДТУ”, ДВНЗ "УжНУ”, ДНУ, ДДМА, КНУ, ЛНУП, НПУ імені М.П. Драгоманова, НТУ "ДП”, Одеська політехніка (ОП), Національний університет імені Юрія Кондратюка, НУБіП України, СумДУ, СНУ ім. В. Даля, ХНУМГ ім. О.М. Бекетова, ХНУРЕ, ХДУ, ХНУ, ІФНТУНГ, ЛНАУ.
- Міські/обласні ради;
- Міські/обласні державні адміністрації;
- Інші інституції, що беруть участь у створенні і функціонуванні Інноваційних кластерів міст/регіонів.

## Фестиваль інноваційних проєктів Sikorsky Challenge Ukraine
Фестиваль Sikorsky Challenge проводиться щорічно, починаючи з 2012 року, але результативність його почала суттєво зростати з 2014 року у зв'язку із діяльністю Стартап школи КПІ. Відбір проєктів на фінальний конкурс стартапів Фестивалю
Sikorsky Challenge відбувається протягом року за результатами науково-технологічної та бізнес-експертизи. Оцінювання стартап-проєктів відбувається за 4 критеріями: Ідея проєкту, Технологічне рішення, Рішення проблем потенційних клієнтів, Бізнес-модель. 
У 2022 році відбувся ХІ Фестиваль інноваційних проєктів  «Sikorsky Challenge 2022: Інноваційна трансформація України».
У 2021 році відбувся ювілейний X Фестиваль інноваційних проєктів "Sikorsky Challenge 2021:Україна і світ" присвячений 30-тій річниці незалежності України 

## Управління і координація SCU

### Наглядова рада SCU
Вищим органом управління SCU є Наглядова рада, яка генерує стратегічне бачення щодо напрямів і планів його розвитку на національному і міжнародному рівнях з урахуванням світових тенденцій і українських реалій. 
Склад Наглядової ради сформовано з числа авторитетних експертів міжнародного рівня, що беруть участь в роботі SCU як члени Міжнародного журі та/або Міжнародних експертних комісій, представники інвестиційних фондів і компаній, ідеологи інноваційного розвитку економіки України.

### Склад Наглядової ради SCU[15]
- Вік Корсун - Голова Наглядової ради, екс-заступник директора міжнародного фонду «Український науково-технологічний центр» (США)
- Михайло Згуровський - Ректор КПІ ім. Ігоря Сікорського, науковий керівник SCU
- Олександр Борняков - Заступник міністра Міністерства цифрової трансформації України (Україна)
- Метью Мюррей - Ад’юнкт-професор Колумбійського університету (США)
- Грегор Ярош - Експерт Trend Consulting (Австралія)
- Давід Ар'є - Засновник компанії Transfotech, співзасновник Стартап школи «Sikorsky Challenge» м. Вінниця (Ізраїль)
- Лі Люмін - Генеральний директор Golden Egg Technology (КНР)
- Кшиштоф Лонтка - Менеджер, експерт, тренер з інновацій (Польща)
- Мустафа Бабанли - Ректор Азербайджанського державного університету нафти і промисловості (Азербайджан)
- Влад Генін - Доктор філософії і професор кафедри управління та інженерії, доктор ділового адміністрування (Кремнієва долина, США) (США – Україна)